# Coșereni (okręg Dolj)
Coșereni – wieś w Rumunii, w okręgu Dolj, w gminie Teslui. W 2011 roku liczyła 117 mieszkańców.